# Кафедральный собор Святого Стефана (Пассау)

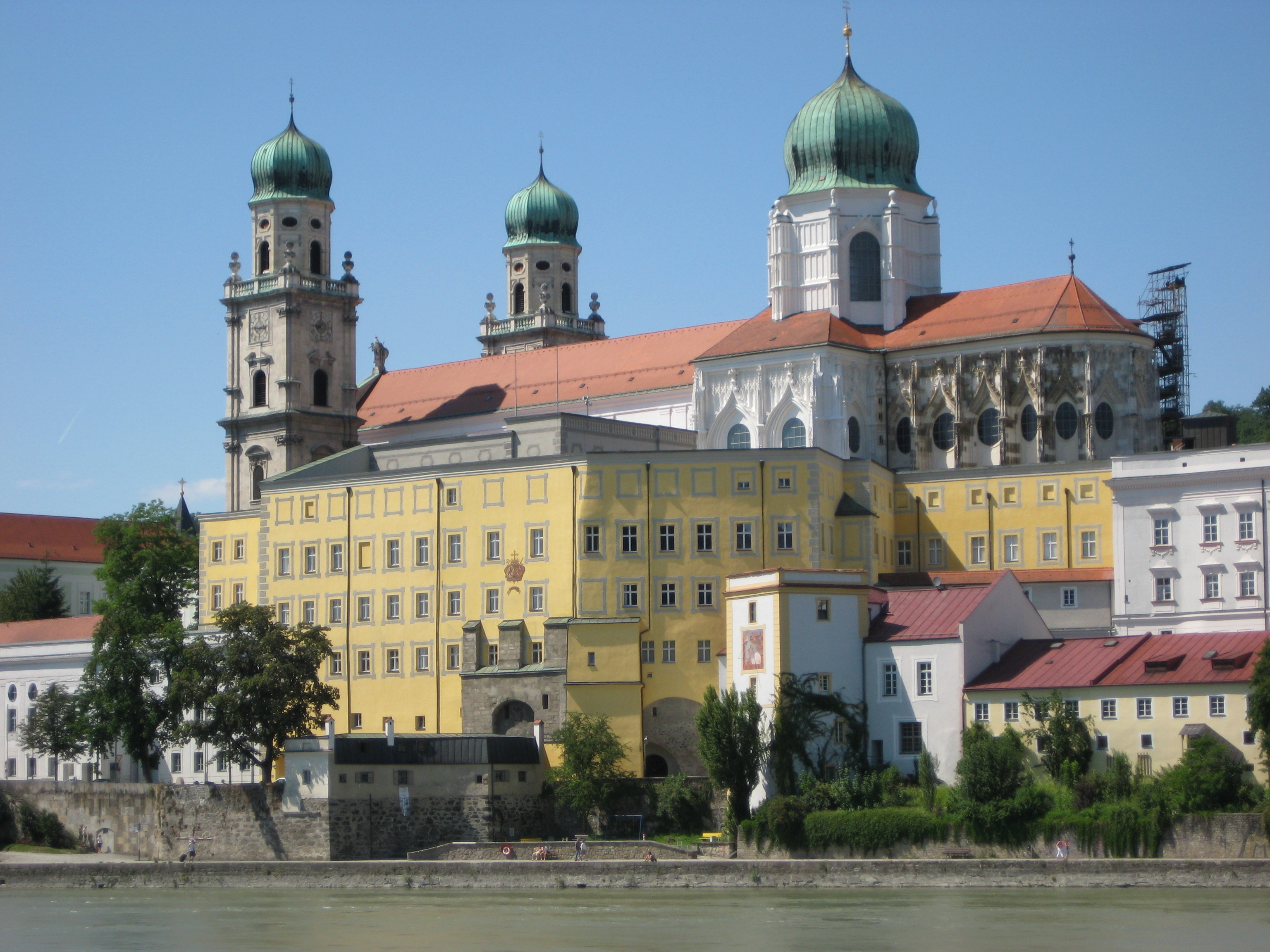
Собор Святого Стефана и Старая резиденция

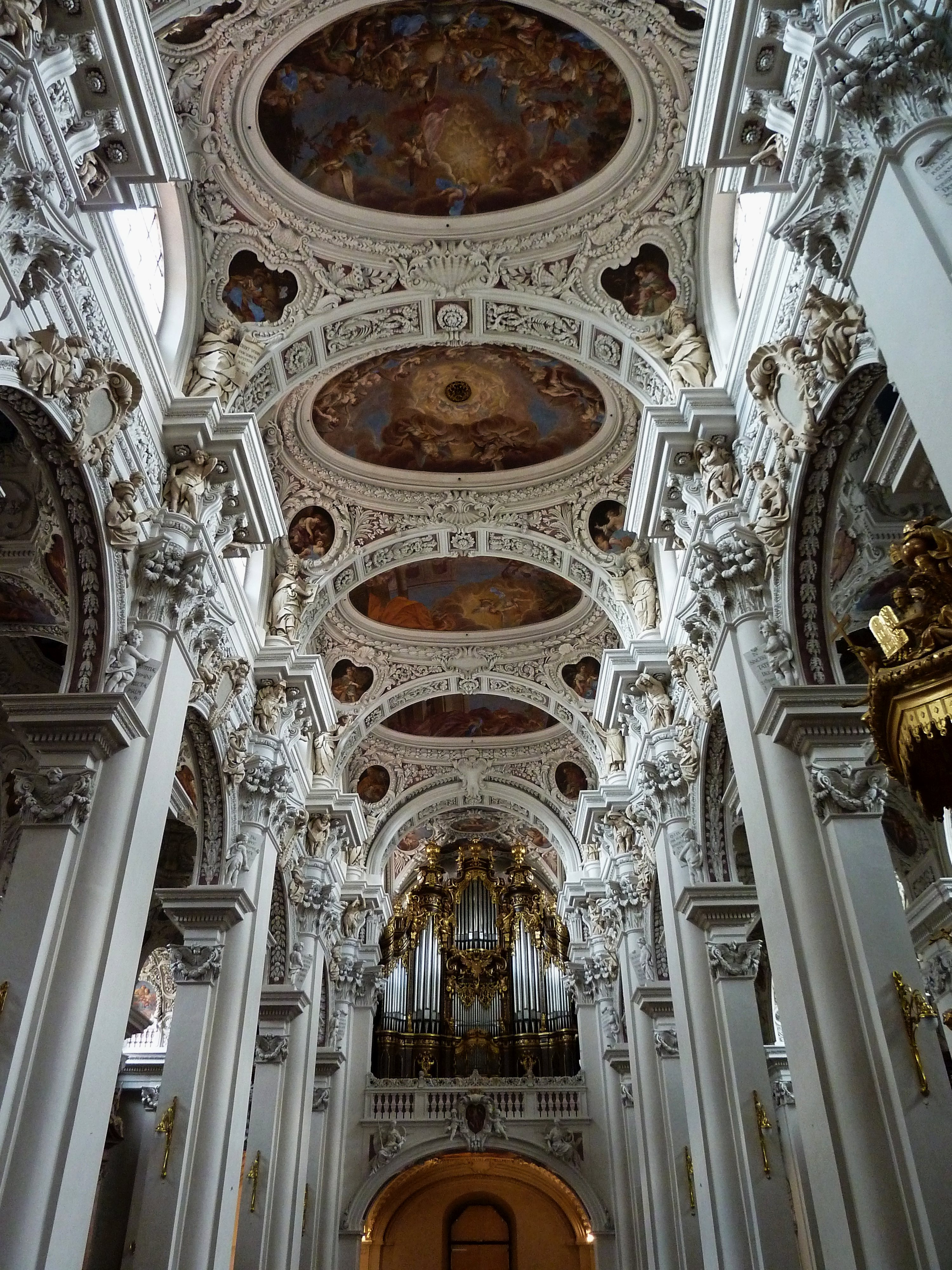
Фрагмент интерьера с органом.

Кафедральный собор Святого Стефана (нем. Dom St. Stephan) — кафедральный собор в городе Пассау.
Собор был построен в стиле барокко в 1668—1693 гг. Известно, что на этом месте с VIII века располагалось несколько церквей, последняя из которых была в 1662 году уничтожена пожаром. В соборе на восточной стороне от прежнего строения сохранились готические детали.
В соборе находится крупнейший церковный орган в Европе (третий в мире). Он насчитывает 5 мануалов, 233 регистра и 17 774 трубы.

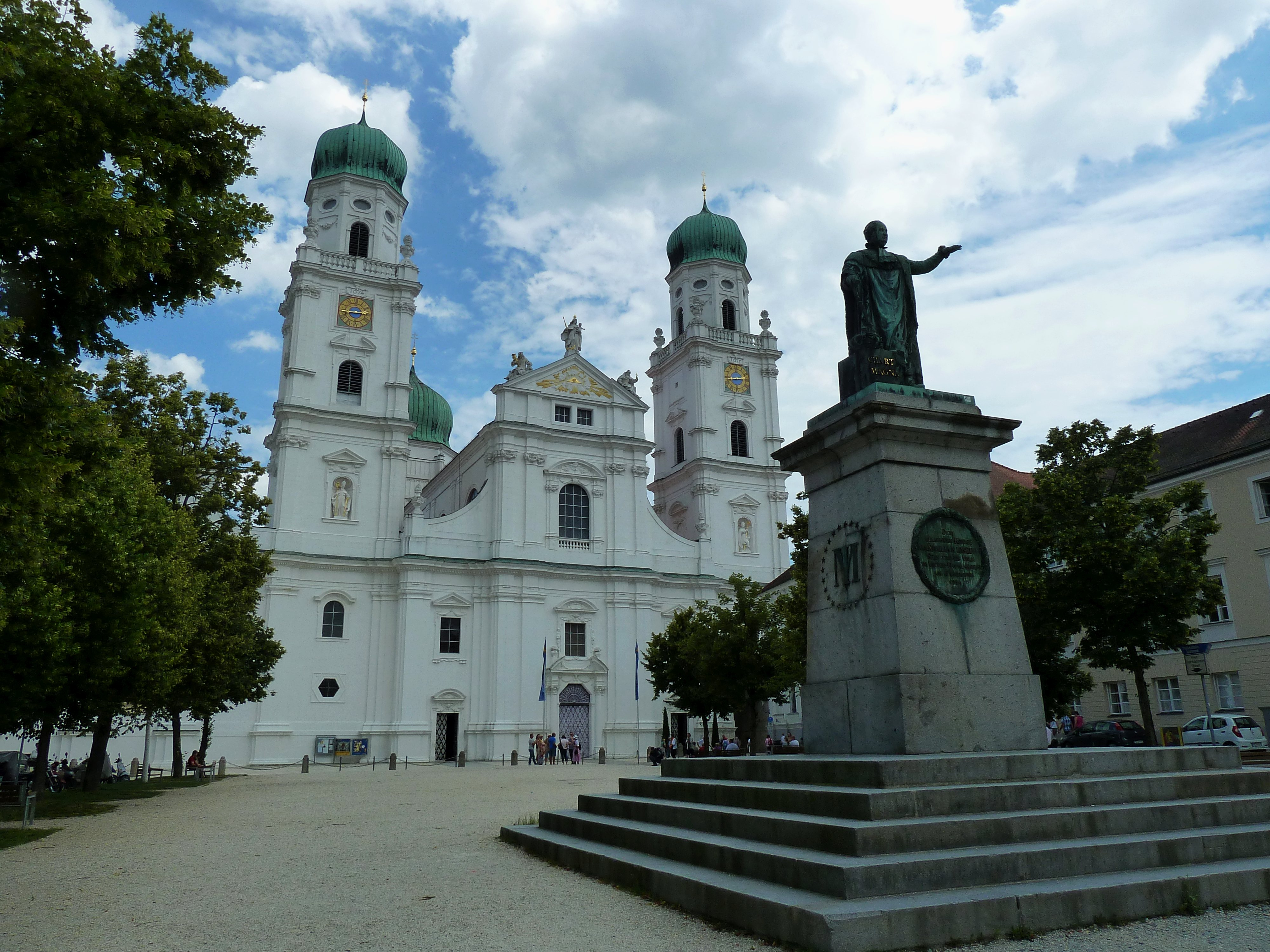
Собор Святого Стефана и Соборная площадь